# Juan Pérez
Juan Carlos Pérez López (ur. 30 marca 1990 w Madrycie) – hiszpański piłkarz występujący na pozycji obrońcy w greckim klubie Aris FC.